# Cattedrale di Viviers
La cattedrale di San Vincenzo (in francese: Cathédrale Saint-Vincent de Viviers) è il principale luogo di culto cattolico di Viviers, nel dipartimento dell'Ardèche. La chiesa, sede del vescovo di Viviers, è monumento storico di Francia dal 1906.